# Salvadoropsis arenicola
Salvadoropsis arenicola är en benvedsväxtart som beskrevs av Henri Perrier de la Bâthie. Salvadoropsis arenicola ingår i släktet Salvadoropsis och familjen Celastraceae. Inga underarter finns listade.